# Феодосий (Феодосиев)
Архиепи́скоп Феодо́сий (в миру Никола́й Ива́нович Феодо́сиев; 3 (15) ноября 1864, село Хотеевка, Новозыбковский уезд, Черниговская губерния — 20 ноября 1943, Вильно) — епископ Польской и Русской православных церквей, архиепископ Виленский и Лидский (1923—1939), архиепископ Смоленский и Дорогобужский (1908—1919).

## Биография
Родился в семье священника. Окончил Новгород-Северское духовное училище (1880), Черниговскую духовную семинарию (1886), Санкт-Петербургскую духовную академию со степенью кандидата богословия (1890).
С 1890 года преподаватель, с 1893 года помощник смотрителя Черниговского духовного училища, надворный советник.
13 декабря 1897 года пострижен в монашество, а 25 декабря рукоположен во иеромонаха.
С 1898 года инспектор Минской духовной семинарии, награждён набедренником.
В 1899 году назначен ректором Тульской духовной семинарии, возведён в сан архимандрита.
23 марта 1903 года архиепископом Новгородским Гурием (Охотиным) хиротонисан во епископа Кирилловского, в хиротонии принимал участие епископ Ямбургский Сергий (Страгородский).
С 3 сентября 1907 года епископ Тихвинский, первый викарий Новгородской епархии.
С 15 (28) февраля 1908 года епископ Смоленский и Дорогобужский. Председатель Смоленского отдела Императорского православного палестинского общества (1908), совета Братства прп. Авраамия и епархиального комитета помощи жертвам войны (1915).
31 сентября 1912 года встречал в Успенском кафедральном соборе Смоленска императора Николая II, прибывшего в город со всей семьёй в рамках празднования 100-летия Отечественной войны 1812 года.
В 1917 году делегат Всероссийского съезда духовенства и мирян, член Поместного Собора Православной Российской Церкви, участвовал во всех трёх сессиях, член I, III, VII отделов.
В 1918 году ко дню Св. Пасхи возведён в сан архиепископа. В 1919 году переехал в Киев.
С 1920 года временно управлял Одесской епархией, боролся с обновленчеством, неоднократно повергался преследованию со стороны большевиков.
В 1923 году выехал в Варшаву и перешёл в юрисдикцию Польской Православной Церкви, состоял с 2 мая 1923 года архиепископом Виленским и Лидским, заменив на Вильнюсской кафедре удалённого из Польши архиепископа Елевферия (Богоявленского).
В 1928 году по предложению воеводы вильнюсского Владислава Рачкевича награждён Орденом Возрождения Польши.
В 1934 году председатель Комиссии по переводу учебной церковной литературы на белорусский язык.
Осенью 1939 года, после ликвидации Польши и передачи Виленской области Литве, в Вильно возвратился митрополит Елевферий (Богоявленский). Митрополит Феодосий в декабре 1939 года воссоединился с Московской Патриархией в сане архиепископа на покое. Проживал до кончины в виленском Свято-Духовом монастыре, где и был похоронен.

## Награды
- Орден святого Станислава III степени (1895).
- Орден святой Анны II степени (1900).
- Орден святого Владимира III (1903) и II (1911) степени.
- Панагия с украшениями (1912).
- Орден святого Александра Невского (06.05.1915)[5].

## Сочинения
- Красота природы с пастырской точки зрения / Иером. Феодосий. — Чернигов : тип. Губ. правл., 1898. — 44 с.
- Слово в день памяти Николая Васильевича Гоголя // Тульские епархиальные ведомости. 1902. — № 5/6. — С. 94-100.
- Послание возлюбленным чадам г. Смоленска и всей пастве Смоленской // Прибавление к «Церковным ведомостям». 1911. — № 23. — С. 957.
- Слова // Новгородские епархиальные ведомости. 1903. — № 21; 1904. — № 20.
- Предложение духовенству; О пожертвованих на музей; Слово в день 500-летия гжатского Колочского монастыря; Речь при открытии Смоленского учительского института // Смоленские епархиальные ведомости. 1913. № 2, 5, 15, 20.
- Сияние Света Христова в страданиях св. Руси православной; О Божией помощи ратным и пекущимся о раненых; Речь о даровании победы Русскому воинству; Речь при освящении воинского лазарета // Смоленские епархиальные ведомости. 1914. № 16, 18, 21-22.
- Воззвание; Путь к светлому будущему // Смоленские епархиальные ведомости. 1916. № 2, 5.
- Духовенству епархии; К пастырям и чадам Церкви Смоленской; Воззвание; Предложение духовной консистории; Речь перед открытием епархиального избирательного собрания; Пастырям Смоленской епархии; О церковной проповеди // Смоленские епархиальные ведомости. 1917. — № 3, 5-7, 9, 15, 26; 1918. — № 2.
- К пастырям и чадам Православной Церкви Виленской епархии // Вестник Православной Митрополии в Польше. 1923. — № 17.
- Можно ли христианину согласиться с учением теософов о перевоплощении людей? Варшава, 1928.
- Обращение к духовенству // Слово. 1934. 29 июля. — № 52.
- Телеграмма М. В. Родзянко // Российское духовенство и свержение монархии в 1917 году. 2-е изд., испр. и доп. / Сост., предисл. и комм. М. А. Бабкина. — М., 2008. — С. 224.